# Udriku laht
Udriku laht ist eine Bucht in der Landgemeinde Saaremaa im Kreis Saare auf der größten estnischen Insel Saaremaa. Sie bildet die Lücke zwischen den Halbinseln Kübassaare poolsaar im Osten und Muraja poolsaar im Westen.

## Geografie
Die Bucht ist die östlichste Bucht die im Kahtla-Kübassaare hoiuala Schutzgebiet liegt. Sie ist 4,66 Kilometer lang und schneidet sich 3,2 Kilometer tief ins Land ein (Ohne Arjulaht). Die Westseite der Bucht wird als Muraja laht bezeichnet. Im Norden der Bucht verengt sich das Wasser, bis es sich schließlich wieder ausbreitet. Der Ausgebreitete Teil heißt Arjulaht.
In der Bucht liegen die Inseln 
Aavilaid,
Aru saar
Anekäbr, 
Kõversäär, 
Kõrgelaid,
Pauvanasu, 
Pihlalaid, 
Põiksäär, 
Rooglaid, 
Süsimäe nasu, 
Suur Poldilaid, 
Turnalaid, 
Udriku laid,
Väike Poldilaid, 
Väike Ristinasu, 
Valkkare nasu und 
Viirelaid.